# Wallerant Vaillant

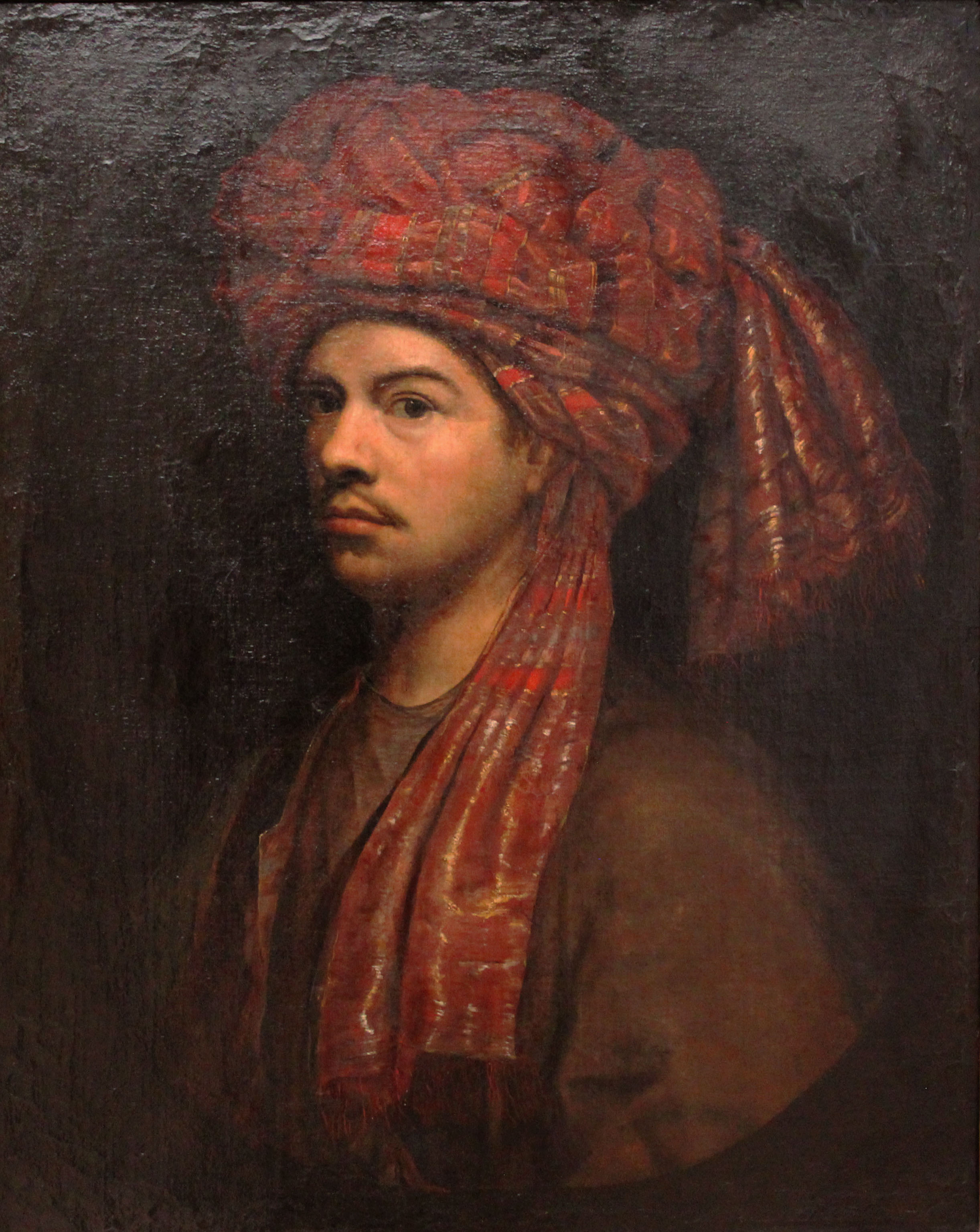
Selbstbildnis mit Turban; 1655–60, Gemäldegalerie (Berlin)

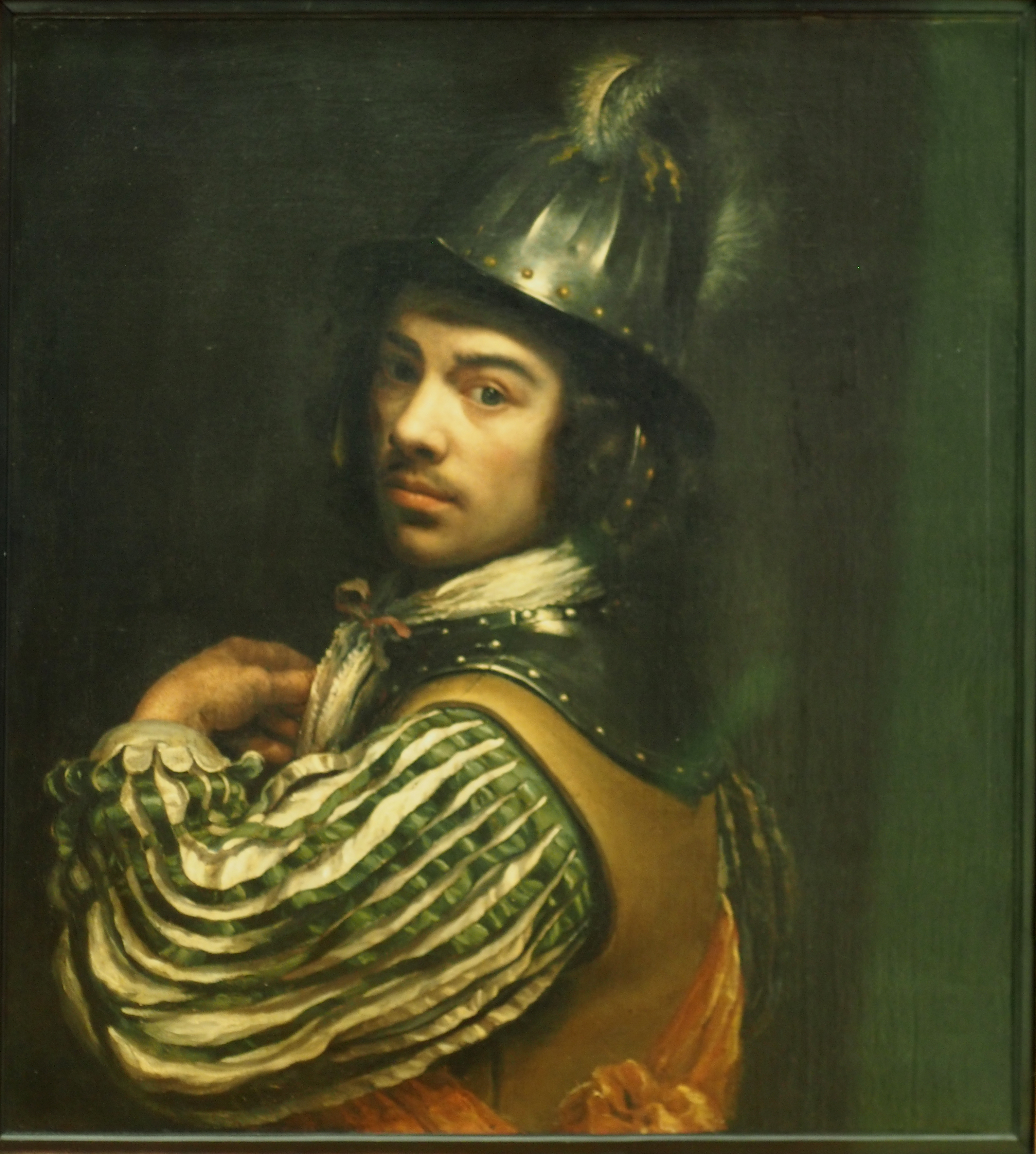
Selbstporträt mit Helm um 1655

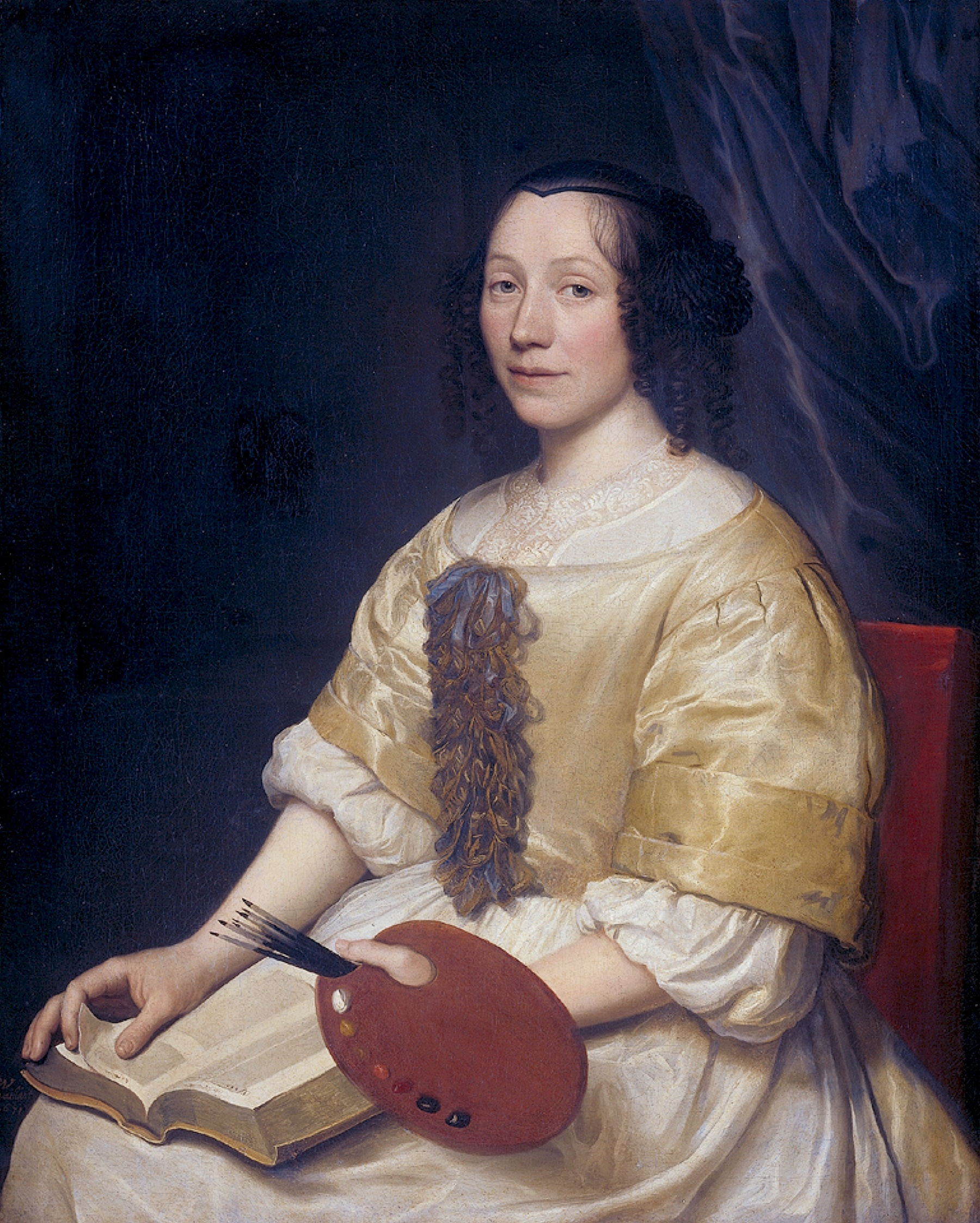
Wallerant Vaillant: Die Malerin Maria van Oosterwijk, 1671

Wallerant Vaillant, auch Wallerand Vaillant (* 30. Mai 1623 in Lille; † 28. August, begraben am 2. September 1677 in  Amsterdam), war ein niederländischer Maler und gilt als erster professioneller Schabkunstradierer.

## Leben
Wallerant Vaillant wurde 1623 als ältester von fünf Söhnen des Leinenhändlers Jean Vaillant und dessen Ehefrau Marie Warlop in Lille im heutigen Französisch-Flandern geboren. Seine Mutter starb früh, 1630 heiratete sein Vater erneut. Vermutlich aus Glaubensgründen zog die calvinistische Familie 1642 nach Amsterdam. Unter Vaillants Brüdern und Halbbrüdern waren mehrere Künstler, Jacques (1625–1691), Jan (1627–1668+), Bernard (1632–1698), und Andries (1655–1693), die vorwiegend als Porträtmaler und Grafiker tätig und Schüler von ihm waren.
Wallerant Vaillant ließ sich an 1639 bei Erasmus Quellinus II. (1607–1678) in Antwerpen zum Porträtmaler ausbilden. Nach seiner Ausbildung arbeitete er als Maler in Frankfurt am Main, Heidelberg, Paris und in Berlin, wo er unter anderem den Großen Kurfürsten Friedrich Wilhelm und seine Gemahlin Luise Henriette von Oranien porträtierte. Anschließend ließ er sich in Amsterdam nieder, wo er zahlreiche Porträtaufträge der Familien De Graeff, Bicker und Valckenier erhielt. Im Jahre 1677 verstarb er im Alter von 54 Jahren in Amsterdam.
Seine künstlerische Bedeutung liegt weniger in seinen Gemälden als in seinen etwa 200 Mezzotinto-Radierungen. Diese damals neuartige Schabkunsttechnik erlernte er 1658 von Prinz Ruprecht von der Pfalz, dem er während seines Aufenthaltes in Frankfurt begegnete und der schon seit einiger Zeit daran experimentierte. Aus Arbeiten David Teniers und Gerard ter Borchs sowie durch eigene Entwürfe verbesserte er diese äußerst aufwendige Technik.